# Капский полуостров
Капский полуостров (англ. Cape Peninsula) — расположен на юго-западе Африки на территории ЮАР, омывается водами Атлантического океана.
На южной оконечности полуострова находятся мысы Доброй Надежды и Кейп-Пойнт, а на северной окраине — город Кейптаун и Столовая гора. Центральную часть занимают природные резерваты и парки, а берега, преимущественно заняты песчаными пляжами.
Ландшафт полуострова разнообразен: горы сменяются долинами, многие из которых прекрасно подходят для выращивания винограда. Виноградники Капского полуострова производят вина, идущие на экспорт во многие страны.